# タージン
タージン（1962年6月18日 -  ）は、日本のお笑いタレント、リポーター、パーソナリティ。本名、石川 雄三（いしかわ ゆうぞう）。
大阪府大阪市旭区出身。和光プロダクション所属。
主に関西圏でリポーターとして活躍しており、「関西No.1リポーター」「ロケの神様（王様・帝王）」の異名を持つ。

## 人物・経歴
大阪市立大宮中学校、大阪市立高等学校（現・大阪府立いちりつ高等学校）、桃山学院大学卒業。関西のテレビ・ラジオで活躍。
大阪市立高校の先輩には3代目桂小春団治・北野誠がおり、1999年の小春団治襲名披露では、北野誠と共に口上を述べている。
芸名の「タージン」の由来は、大学時代に落語研究会に所属、高座の際の芸名「地獄屋但馬春（じごくや たーじまはる）」を略したもの。この芸名は落語研究会の先輩が嫌がらせで付けた物で、タージンは最初、この名前を嫌っていた。大学時代はプロレス研究会に所属していたリットン調査団の二人とライバル関係にあった。
素人時代からたびたびテレビに出演。大学の時に日本テレビの『お笑いスター誕生!!』で7週勝ち抜き、銀賞を獲得したほか、毎日放送の『素人名人会』に漫談で出演するなどいきなり全国区となる。その後なんば花月に素人ながら出演する機会を得て、それが認められ、吉本興業のマネージャー・富井善晴（トミーズのコンビ名の由来になった人物）に「NSCの授業料タダ、それと売れるまでは吉本新喜劇が面倒を見る」という好条件で吉本に誘われるも、落語家を目指し桂朝丸（現在の2代目ざこば）の所に弟子入りする予定だったので断った。もしもNSCに入っていれば、2期生になる。
ABC『おはよう朝日です』のリポーターで芸能界デビュー。日本テレビ・よみうりテレビの『11PM』（よみうりテレビ制作版）にも出演したほか、NHKの『しゃべくりバラエティー日本一』（大阪放送局制作、全国ネット。『バラエティー生活笑百科』の前番組）ではリポーターとして、朝の連続テレビ小説『ふたりっ子』にも俳優として出演し、全国区になったことがある。
NHKの『アイデア対決・全国高等専門学校ロボットコンテスト』の近畿大会の司会と実況を長く務め（大阪開催時代のNHK大学ロボコンも）、その実績で全国大会の実況にも一度起用された。
デビューしてすぐテレビ番組のレギュラーを持つなどトントン拍子の出世であったが、反面増長してしまい、新人であるにもかかわらずよみうりテレビの「どんぶり5656」の楽屋で共演していた安岡力也に馴れ馴れしい口調で話しかけた直後、逆鱗にふれた力也に傍にあった縦笛で頭を思い切り殴られ気絶するという事件が起きた。また他の番組では本番中にもかかわらず、横山やすしから「態度が横柄」と怒鳴られ、「そこのオマエ！どこの誰や知らんけどアホか！殺すど」と一喝され殴られそうになるという事件もあった。この2つの事件をきっかけに改心し、以降腰の低い芸風に変わった。そしてのちに関西でNo.1といわれるリポーターとしての地位を築くこととなる。
近年は漫談にも力をいれ天満天神繁昌亭などで漫談を披露する。

### リポートの特徴
登場する際に、最初はしゃがんでフレーム外に待機、喋り始めてから立ち上がってフレームインするという手法を開発した。また、画面いっぱいのアップからカメラ目線のまま後ずさってズームアウトするという登場手法も多用している。加えて、食べ物を口に運ぶのではなく箸に取った食べ物の方に口を近づける、リポートの終わりには表情を変えずに5秒間静止する、など「編集いらず」とまで呼ばれる数々のリポートテクニックをもつ。
彼が着用する眼鏡にはレンズが入っていないが、これも麺類や鍋物を食べる際に曇ったり、照明にレンズが反射したりして、目が映らなくなるという理由からである。

### アメフトファン
アメリカンフットボールにも造詣が深く、1991年からCS放送のGAORA（当時スペースビジョンネットワーク）でNFL（ナショナル・フットボール・リーグ）の実況を務めていた。本人曰く、1990年に同局でNFL番組を担当した時には全くルールも分からなかったが、武田建（元関西学院大学ファイターズ総監督、現名誉教授）や濱田篤則（関西協会審判部所属、元関学RB）から教えを受け、フットボール好きになった。大のラスベガス・レイダースファンであり、放送開始当初は濱田との通称「ターハマ」コンビでレイダースの試合を実況する「レイダーススペシャル」なる企画もあった。2016年以降はGAORAではNFL中継を行わなくなったためNFLの中継に登場する機会はなくなったが、同局で中継する関西学生リーグでの実況を担当することがある。
2006年は地上波にも進出、サンテレビで関西学生リーグ・神戸大学レイバンズ対関西学院大学ファイターズ戦の実況も担当した。NFLからXリーグ、学生に至るまで、関西で行われるアメフト関連のイベントでMCを務める機会も多い。2007年5月から、濱田とのコンビでポッドキャスティング「アメフト!タージン」を開始している。
ちなみに、プロ野球はかつては大阪なんばに本拠を置いていた南海ホークス（『11PM』の南海ホークス身売りの特集の時はファン代表としてリポートしていた）、ホークスの福岡移転後は大阪近鉄バファローズのファンだった。また、大阪エヴェッサのブースターで、2007年2月25日のbjリーグ公式戦大阪エヴェッサ対新潟アルビレックスBB戦のハーフタイムに、スタジアムDJの吉村昌広（FM802 DJ）が観戦に訪れているタージンを発見し、タージンはブースターに対して軽く挨拶をしたという。

### ビンゴ大会の司会
余興のビンゴ大会の司会も得意とする。

### 関西限定タレント
現在はよほどのことがない限り東京（関東ローカルないし全国ネット）での仕事がないため、地元関西やネットされている西日本（中京・中国・四国地区）地域、レギュラー番組を持っている福岡以外、特に東京を中心とした東日本地区での知名度は皆無に近く、関西出身の芸人が東京の番組に出演するときにしばしばタージンの名前を出し、番組観覧者や東京のタレントを動揺させる演出を行うことがよくある。『ロンロバ!』では「関東では誰も知らない関西No.1リポーター」という肩書きでゲスト出演し、東京では知られざる彼の魅力を伝えるという企画が放送されたこともあった。
近年、全国的にタージンを見ることができるのはGAORAのNFL実況（大阪で収録）くらいで、これも数年前から生放送以外は顔出しがなくなったので「見る」機会は激減した。『NNN Newsリアルタイム』（2010年3月終了）のリアル特集（関西地方でロケしたもの）など関東ローカルにも登場するようになった。また、2009年1月28日放送の『あらびき団』で久々に全国ネットの番組に出演し、架空のグルメリポートで実況の腕前を披露した。また数年前からは、関西テレビ制作でフジテレビ系列で生放送されていた『にじいろジーン』の年末中継にもリポーターとして登場していた。
なお、VIPタイムズ社発行の「日本タレント名鑑」には、彼の情報は掲載されていない。そのため、2007年5月9日放送分の『クイズ!ヘキサゴンII』で「日本出身で名前がカタカナのタレント」という問題が出題された際、小杉竜一（ブラックマヨネーズ）とNFLファンの大橋巨泉が「タージン」と解答し、司会者とともに大いに盛り上がったが、当著に記載されているという条件を満たしていないために不正解扱いとなった。
2011年5月13日に放送された『人志松本の○○な話』の「ヨダレが出る話」の回で、久々に全国ネット出演。相槌の間さえ与えない流暢さで、他の出演者を圧倒し「ちょっとは噛んでください」とクレームを受ける。松本人志からは「もうしばらく聞かんでもいいです」と裏返しの絶賛を受け、「ぜひ4年後に!」と再オファーされたが、実際には3か月後に2度目の出演を果たし、その後も不定期で出演している。
2013年12月21日放送の『バラエティー生活笑百科』（NHK大阪放送局製作、全国ネット）にゲストとして出演している。
奈良県大和郡山市で毎年8月開催の「全国金魚すくい選手権大会」のメイン司会者を、平成7年第1回大会から毎回務めている。
2010年代に入るとメディア露出減少に伴って、関西でさえ知名度が高い存在とは言い難くなっている。2015年11月26日放送のTBS系バラエティ番組『水曜日のダウンタウン』では、「ちくわぶとタージンの知名度 関東と関西で真逆の結果出る説」と題して東京・大阪両都市で一般人インタビューにより両者の知名度を調べたが、東京はちくわぶ90%・タージン0%、大阪はちくわぶ29%・タージン32%と「関東におけるちくわぶ並みに関西ではタージンが知られている」という予想を大きく裏切る結果となった。

## レギュラー番組

### 現在
テレビ
- タージンのおもしろ珍道中!（旅チャンネル/サンテレビ）
- 探検!九州（RKB毎日放送）※不定期
- ワン・ラブショッピング（系列各局、独立U局、BS、CS） ※不定期
- 人志松本の○○な話（フジテレビ系） ※不定期
- PS三世/PS純金（中京テレビ） ※不定期
- 通販王国（民放BS各局） ※不定期
- 前略、大徳さん  (中京テレビ)    ※不定期
- 関西学生アメリカンフットボール（GAORA）実況   ※不定期
- ゆく時代くる時代〜平成最後の日スペシャル〜  （NHK総合テレビ ）
- ナジャ・グランディーバのチマタのハテナ　（eo光テレビ）- 中継リポーター ※彩羽真矢と隔週交代制

ラジオ
- タージン・瞳の週末キター！ジン（MBSラジオ）
- タージンのスナックYeah!（ABCラジオ）

ポッドキャスティング
- アメフト！タージン

### 過去
テレビ
- ロンロバ!（TBS）
- 京パチだ・い・す・き（KBS京都）
- とっぴもナイト（KBS京都）※過去2回
- 今夜はえみぃ〜GO!!（毎日放送）※不定期
- 痛快!エブリデイ（関西テレビ）
- どんぶり5656（よみうりテレビ）
- ざまぁKANKAN!（よみうりテレビ）
- 気ままにトゥギャザー（毎日放送）
- ジャイケルマクソン（毎日放送）
- 板東英二のGOODスマイル（テレビ大阪）
- おとなのえほん（サンテレビジョン）
- クイズ花博ランド（よみうりテレビ）
- 週刊!!ワイドABCDE〜す（朝日放送）
  - ※国際花と緑の博覧会会場内スタジオからの生中継番組

- あらびき団（TBS）
- NNN Newsリアルタイム（日本テレビ系、関東ローカルのリアル特集他）※不定期
- しゃべくりバラエティー日本一（NHK）
- 心ゆさぶれ!先輩ROCK YOU（日本テレビ系、2011年7月30日）
- ゆうドキッ!（奈良テレビ放送）木曜日担当
- NFL中継（GAORA）※不定期
- 今日感テレビ（RKB毎日放送）※隔週木曜日
- スイッチ!（東海テレビ） 月曜

ラジオ
- 上沼恵美子のこころ晴天（ABCラジオ）
- 元気イチバン!!芦沢誠です（ABCラジオ）
- 雀々・タージン・ユリリンのネバーランド（ABCラジオ）
- 風神!雷神!タージンです!（ABCラジオ）
- タージンのこの指とまれ（ABCラジオ）
- ダンディ・エクスプレス（ABCラジオ）金曜日担当
- 吉佐登・タージンの夜はこれから（KBS京都ラジオ）
- OBCヤングラジオ（大阪放送）
- KISS（大阪放送）
- デコとタージンのあんぐりクラブ（大阪放送）

店内放送
- サンチェーン放送局(サンチェーン)

## 映画
- 円卓 こっこ、ひと夏のイマジン（2014年6月21日、東宝）　- リポーター 役

## CM
- ミドリ十字 ダイエットらーめん（1988年）
- ガスト（2017年3月～）
- 大阪府遊技業協同組合
- スガキヤ（2018年）